# OZET
OZET (en russe : ОЗЕТ, Общество землеустройства еврейских трудящихся, « Société pour la gestion foncière des travailleurs juifs ») est une organisation chargée de l'installation des Juifs en Union soviétique, entre 1925 et 1938. Le KOMZET était le Comité les aidant à s'installer.

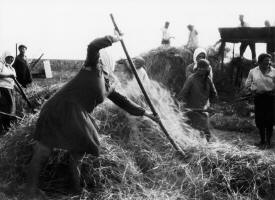
Travaux agricoles dans un kolkhoze juif, vers 1930.